# Воскресенка (Красноярский край)
Воскресенка— деревня в Рыбинском районе Красноярского края в составе Новокамалинского сельсовета.

## География
Находится в примерно в 15 километрах по прямой на восток от районного центра города Заозёрный.

## Климат
Климат резко континентальный. Зима суровая, средние температуры января составляют −19—21 °С, критические — от −45 до −52 °С. Лето преимущественно жаркое, солнечное, со средними температурами июля +19—25 °С, максимальные: +34—38 °С.

## История
Деревня основана в 1897 году. В 1926 году учтен был 661 житель, преимущественно русские.

## Население
Постоянное население составляло 157 человек в 2002 году (81 % русские), 173 в 2010.